# Калиновка (Горловский район)
Кали́новка (укр. Калинівка) — село на Украине, находится в Дебальцевской городской общине Горловского района Донецкой области. С февраля 2015 года находится под фактическим контролем Донецкой Народной Республики.

## География
Село расположено вдоль реки под названием Карапулька (правого притока Лугани).
По северным окраинам населённого пункта проходит линия разграничения сил в Донбассе (см. Второе минское соглашение).

### Соседние населённые пункты по странам света

#### Под контролем ВСУ
С: Луганское
СЗ: Лозовое (формально в «буферной зоне»)

#### Под контролем ДНР
З: город Горловка
ЮЗ: город Углегорск
Ю: Грозное, Красный Пахарь, Савелевка, Булавино
ЮВ: Ильинка
В: Коммуна, город Дебальцево (выше по течению Карапульки)
СВ: Логвиново, Нижнее Лозовое

## Население
Население по переписи 2001 года составляет 112 человек.

## Общие сведения
Код КОАТУУ — 1420985202. Почтовый индекс — 84583. Телефонный код — 6274.